# Скете (Казерта)
Скете је насеље у Италији у округу Казерта, региону Кампанија.
Према процени из 2011. у насељу је живело 29 становника. Насеље се налази на надморској висини од 186 м.